# Bartók Csaba
Bartók Csaba (Székelyudvarhely, 1970. május 8. –) magyar válogatott kézilabdázó, sportvezető, kézilabdaedző.

## Pályafutása
Szülővárosában kezdett el kézilabdázni a helyi sportiskolában. Első csapata a román másodosztályban szereplő Tehnoutilaj volt, innen igazolt 1990-ben Magyarországra, a Tisza Volánhoz. Tagja volt a szegediek 1996-os első bajnokcsapatának, majd ezt követően légiósnak állt, és a spanyol Ademar León játékosa lett. Bajnokságot és kupát is nyert a Leónnal, 2001-ben pedig döntőt játszhatott a KEK-ben, ott azonban alulmaradtak a német Flensburg-Handewittel szemben. 2002 nyarán hazatért, és a Fotex Veszprém játékosa lett. A bakonyiakkal még egy-egy bajnoki címet és kupagyőzelmet szerzett, pályafutását sérülések miatt 2004-ben fejezte be.
A magyar válogatottban 1991-ben mutatkozott be, és tizenkét éven át játszott címeres mezben. Ez idő alatt 75-ször lépett pályára a legjobbak között, és 230 gólt szerzett. Részt vett az 1996-os Európa-bajnokságon és a két évvel későbbi kontinenstornán.
Pályafutása végeztével utolsó csapatánál, az NBI/B-s Makó KC-nál lett ideiglenes edző, majd 2006-tól a Tisza Volán SC utánpótlás-csapatánál vállalt edzői feladatokat. 2011 után, a Tisza Volán megszűnése, illetve a Pick Kézilabda Zrt-be való beolvadása után gyerekekkel kezdett foglalkozni, majd sportvezetőként tevékenykedett, zsűritagként több másod- és harmadosztályú bajnokin közreműködött. 2014 októberétől Talant Dusebajev munkáját segítette a válogatott mellett csapatmenedzserként annak lemondásáig, majd 2017 januárjától az NBI/B-ben újonc Hódmezővásárhelyi LKC edzője lett.

## Politikai pályafutása
A 2018-as magyarországi országgyűlési választásokon a Fidesz–KDNP országgyűlési képviselőjelöltje volt a Csongrád megyei 1. sz. országgyűlési egyéni választókerületben.
A szegedi Fidesz elnöke.

## Családja
- Felesége: Bartókné Gyöngyösi Andrea (1969.05.02) tanítónő
- Gyerekei: Bartók Csaba (1993.08.04.) sportlövő, Bartók Donát (1996.07.13.) kézilabdázó

## Sikerei, díjai
Szeged
- Magyar bajnok: 1996
- Magyar Kupa győztes: 1993

Ademar León
- Spanyol bajnok: 2001
- Spanyol Kupa győztes: 2002
- EHF-kupagyőztesek Európa-kupája döntős: 2001

Veszprém KSE
- Magyar bajnok: 2003
- Magyar Kupa győztes: 2003

Válogatott
- Európa-bajnoki 6. helyezett: 1998